# Cantone di Saint-Étienne-les-Orgues
Il Cantone di Saint-Étienne-les-Orgues è una divisione amministrativa soppressa dell'arrondissement di Forcalquier.
A seguito della riforma approvata con decreto del 24 febbraio 2014, che ha avuto attuazione dopo le elezioni dipartimentali del 2015, dall'aprile 2015 è stato accorpato al Cantone di Forcalquier.

## Composizione
Comprendeva 8 comuni:
- Cruis
- Fontienne
- Lardiers
- Mallefougasse-Augès
- Montlaux
- Ongles
- Revest-Saint-Martin
- Saint-Étienne-les-Orgues